# Krzysztof Poklewski-Koziełł
Krzysztof Władysław Poklewski-Koziełł (ur. 16 stycznia 1914 w Mniszkowie, zm. 12 maja 2006 w Warszawie) – polski prawnik, doktor nauk prawnych, specjalista w zakresie kryminologii i prawa karnego, przez ok. 50 lat sekretarz redakcji miesięcznika „Państwo i Prawo”.

## Życiorys

### Okres do 1945
Był synem Witolda Poklewskiego-Koziełła (1883–1934), właściciela majątku Mniszków w powiecie opoczyńskim, posła na Sejm Ustawodawczy (1919–1922).
Maturę uzyskał w 1932 w gimnazjum humanistycznym im. Jana Zamoyskiego, a studia prawnicze odbył w latach 1932–1936 na Wydziale Prawa Uniwersytetu im. Józefa Piłsudskiego w Warszawie. W latach 1936–1939 odbył aplikację sędziowską w sądach i prokuraturze w Warszawie, zakończoną zdaniem egzaminu sędziowskiego. W czasie okupacji niemieckiej pracował jako buchalter i kasjer w majątku ziemskim.

### Okres po II wojnie światowej
Po zakończeniu wojny został podprokuratorem Sądu Okręgowego w Warszawie, oddelegowanym do pracy w Ministerstwie Sprawiedliwości, w którym pozostał do 1950. Był obserwatorem procesu norymberskiego głównych zbrodniarzy wojennych, w tym był obecny na sali rozpraw w dniu ogłoszeniu wyroku 1 października 1946. W latach 1946–1949 był starszym asystentem prof. Stanisława Batawii w Katedrze Kryminologii Uniwersytetu Łódzkiego. W 1947 udał się na stypendium naukowe do Paryża, w trakcie którego w 1949 uzyskał na Sorbonie (Uniwersytet Paryski) doktorat z prawa.
W 1950 został wpisany na listę adwokatów. Podjął pracę w Centralnym Zarządzie Budowy Miast i Osiedli „ZOR” (Zakład Osiedli Robotniczych). W 1956 przeszedł do pracy w Wydawnictwie Prawniczym, w ramach którego do 1958 kierował czasopismem „Prawo Za Granicą. W 1958 został sekretarzem redakcji miesięcznika „Państwo i Prawo” i funkcję tę pełnił nieprzerwanie do śmierci w 2006.
W latach 70. i 80. był ekspertem i konsultantem Organizacji Narodów Zjednoczonych w zwalczaniu przestępczości, w tym nadużyć władzy.
Był autorem ponad 100 publikacji naukowych z zakresu prawa karnego, kryminalistyki i prawa medycznego.

## Poglądy
Należał do grona przeciwników kary śmierci oraz zwolenników eutanazji i tzw. wspomaganego samobójstwa.

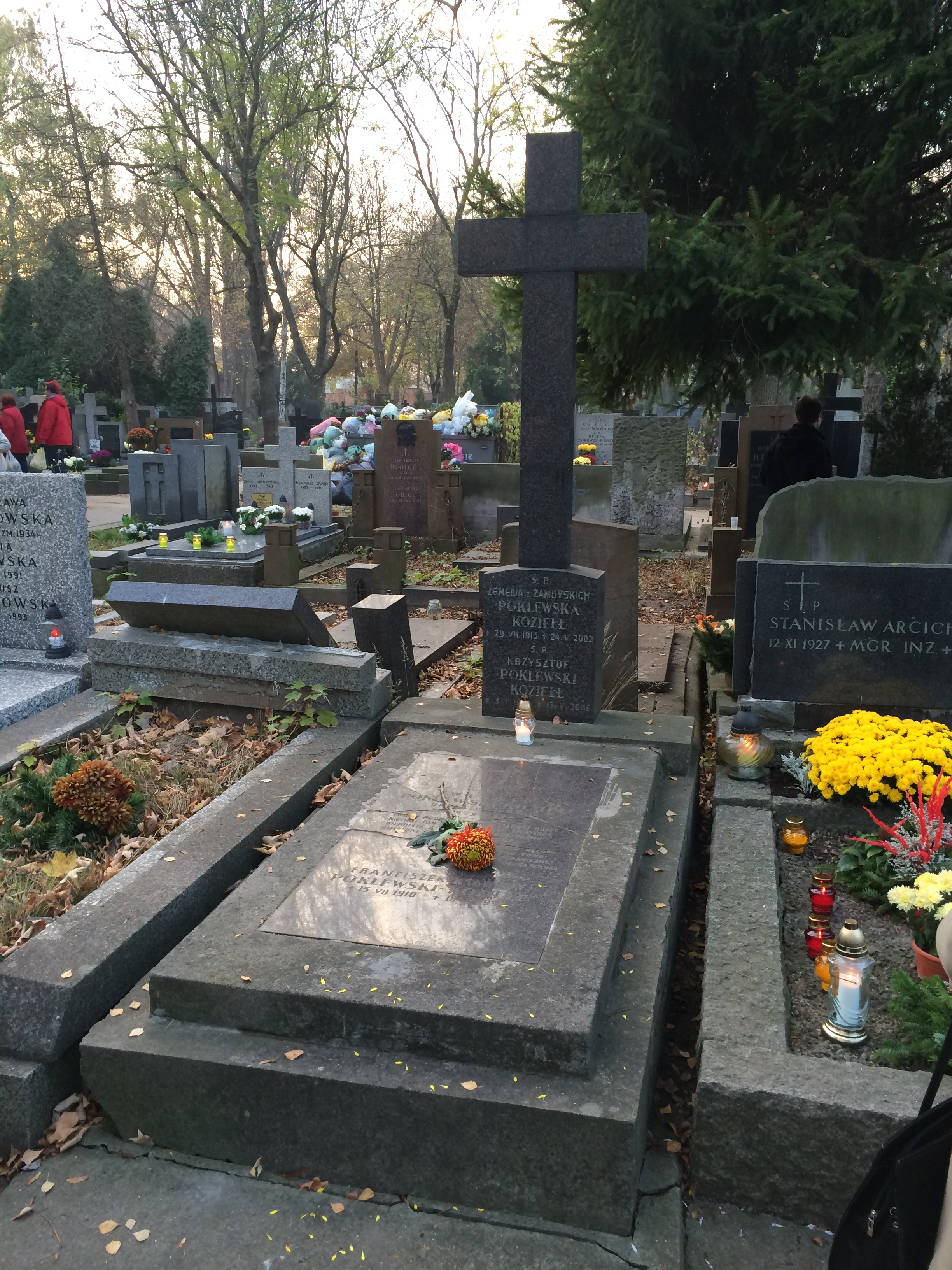
Grób Krzysztofa Poklewskiego-Koziełła na cmentarzu Powązkowskim (2014)

## Odznaczenia
2 stycznia 1995 „za wybitne zasługi w działalności naukowej i publicystycznej oraz za wkład w kształtowanie kultury prawnej” został odznaczony przez prezydenta RP Lecha Wałęsę Krzyżem Komandorskim z Gwiazdą Orderu Odrodzenia Polski.

## Życie osobiste
Od 1953 był żonaty z Zeneidą z Zamoyskich Poklewską-Koziełł (1913−2002). Zmarł bezdzietnie. Jego siostrą była hrabina Kamilla Koziełł-Poklewska Skarżyńska herbu Bończa Kiersznowska (1919−2011).

## Miejsce pochówku
Został pochowany na cmentarzu Powązkowskim w Warszawie (kwatera 119, rząd 3, miejsce 28 [inw. 29392]).